# 56e brigade mixte indépendante (Japon)
Pour les articles homonymes, voir 56e brigade.
Vous lisez un « bon article » labellisé en 2016.
La 56e brigade mixte indépendante est une brigade de l'Armée impériale japonaise créée en 1944 pour renforcer les défenses de Bornéo et initialement stationnée dans le nord-est de l'île. Au début de 1945, la plupart des unités de la brigade reçoivent l'ordre de manœuvrer vers la région de la baie de Brunei au nord-ouest de Bornéo. Elles commencent alors une marche difficile à travers le centre de l'île. Un grand nombre de soldats tombent malades pendant la traversée, et les quatre bataillons de combat sont considérablement en deçà de leurs effectifs nominaux au moment de l'arrivée dans la baie.
Au cours des mois de juin et juillet 1945, la brigade engage le combat contre les forces australiennes dans la campagne de Bornéo. Ses unités sont largement en sous-effectif en raison des pertes subies précédemment, et les éléments qui combattent sont rapidement défaits. Le reste de la brigade se retire dans le centre de Bornéo, et se rend aux Australiens après la fin de la guerre.

## Histoire

### Formation

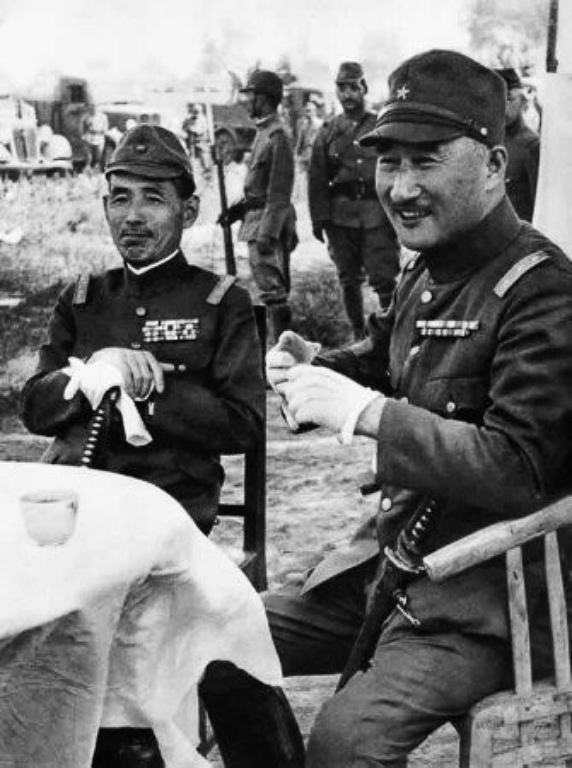
Le général Hisaichi Terauchi, commandant du groupe d'armées expéditionnaire japonais du Sud.

Vers le milieu de l'année 1944, l'État-major de l'Armée impériale japonaise décide de renforcer les garnisons au sud des Philippines et de Bornéo en prévision d'une offensive des Alliés pour libérer ces zones. Dans le cadre de cet effort, les 54e, 55e, 56e, 57e et 58e brigades mixtes indépendantes sont formées en juin pour servir dans le groupe d'armées expéditionnaire japonais du Sud,. En dehors de la 58e brigade mixte indépendante, qui est formée par la conversion d'une unité existante, ces nouvelles brigades sont organisées sur le front avec du personnel en provenance du Japon. Lors de sa création, la 56e brigade est affectée à l'Armée de défense de Bornéo (ADB),.
Le processus de mise en place de la 56e brigade mixte indépendante prend plus longtemps que prévu, ce qui retarde son déploiement à Bornéo. Alors que trois bataillons quittent le Japon à la mi-Juillet 1944, le premier n’arrive à Bornéo qu'en septembre. Les derniers éléments de la 56e brigade atteignent Bornéo à la mi-novembre. Les 8 000 soldats affectés à la brigade ne se sont pas préparés ensemble au Japon, et ces derniers ne sont organisés en unités de combat qu’après leur arrivée à Bornéo,. Les hommes arrivent aussi à Bornéo séparément de leurs armes et des équipements. Une fois son organisation complétée, la 56e brigade comprend six bataillons d'infanterie (du 366e au 371e bataillon d'infanterie indépendant ; chacun disposant d’un effectif de 997 hommes), une petite artillerie et quelques unités du génie et de communication. Comme les autres brigades mixtes indépendantes levées à la mi-1944, la 56e ne dispose que de 18 camions et d'un petit nombre de chevaux pour transporter son matériel et ses fournitures. La brigade est commandée par le major-général Taijiro Akashi.
L'Armée de défense de Bornéo et ses supérieurs au quartier général de la 7e armée régionale sont initialement en désaccord sur l'endroit où la 56e brigade mixte indépendante doit être déployée. En juillet 1944, l'ADB estime que les Alliés risquent d'envahir le nord de Bornéo en janvier 1945 ou plus tard, et elle veut stationner la brigade dans cette zone. Cependant, la 7e armée régionale juge que les forces alliées sont davantage susceptibles d'attaquer la région la baie de Brunei à l'ouest de Bornéo pour soutenir une avancée sur Singapour. Par ailleurs, la 7e armée estime qu'il serait difficile de transférer des unités du nord à l'ouest de Bornéo en raison du terrain accidenté de l'île. Mais, l'ADB a finalement gain de cause, et les unités de la 56e brigade sont débarquées dans la région de Sandakan au nord-est de Bornéo à leur arrivée du Japon.
Après son arrivée à Bornéo, le quartier général de la brigade et celui de tous les bataillons de combat en dehors du 371e bataillon d'infanterie indépendant sont concentrés à Tawau. Le QG du 371e bataillon est stationné lui à Sandakan et placé sous le commandement du 41e bataillon de garnison indépendant . Au 20 décembre 1944, la brigade a la responsabilité de défendre la zone autour de Tawau et de l'île de Tarakan.

### Redéploiement

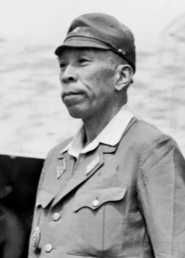
Le lieutenant-général Masao Baba, commandant de la 37e armée.

À la fin de 1944, la 37e armée (ex-ADB) revoit son point de vue sur les intentions probables des Alliés, et conclut que l'invasion serait probablement concentrée sur la région de la baie de Brunei. Le groupe d'armées expéditionnaire japonais du Sud, en accord avec cette évaluation, ordonne en janvier 1945 que les forces de la 37e armée se concentrent autour de la baie,. Comme les Alliés disposent de la supériorité aérienne sur Bornéo et dans les eaux avoisinantes, il n'est pas possible de déplacer les unités vers le nord-est de Bornéo par la mer et ces dernières doivent marcher à travers l'île.
La 56e brigade mixte indépendante, sans les 369e et 370e bataillons indépendants d'infanterie, commence sa marche à travers Bornéo à la fin de janvier 1945. Cette marche s’avère très difficile car le centre de l’île est montagneux et recouvert d’une jungle ainsi qu’en raison du très mauvais état du réseau routier et des pénuries alimentaires. Un grand nombre de soldats de la brigade tombe malade dans le courant du mois de mars, et les quatre bataillons d'infanterie sont considérablement en deçà de leur effectif autorisé au moment où ils arrivent dans la baie de Brunei entre avril et juin,,,. Le 370e bataillon d'infanterie indépendant est placé sous le contrôle direct de la 37e armée et demeure à Tawau. Le 369e bataillon d'infanterie indépendant est expédié à Banjarmasin dans le sud de Bornéo au cours du mois de mars pour être affecté à la 22nd Special Naval Base Force,.
La brigade est largement dispersée après son arrivée dans la baie. En juin 1945, le quartier général de la brigade et les 366e et 367e bataillons d'infanterie indépendants sont stationnés à Brunei. Le 368e bataillon d'infanterie indépendant est situé dans la ville de Beaufort et le 371e bataillon d'infanterie indépendant forme le corps principal de la garnison de l'île de Labuan. Parmi les unités de soutien, l'unité d'artillerie de la 56e brigade est positionnée à Brunei et les unités du génie et de communication sont stationnées à Beaufort. Toutes les armes lourdes de la brigade sont laissées à Tawau, et en raison des pertes subies au cours de la marche du mois de mars, ses unités de combat ne sont pas en état de servir.

### Bataille du Bornéo du Nord

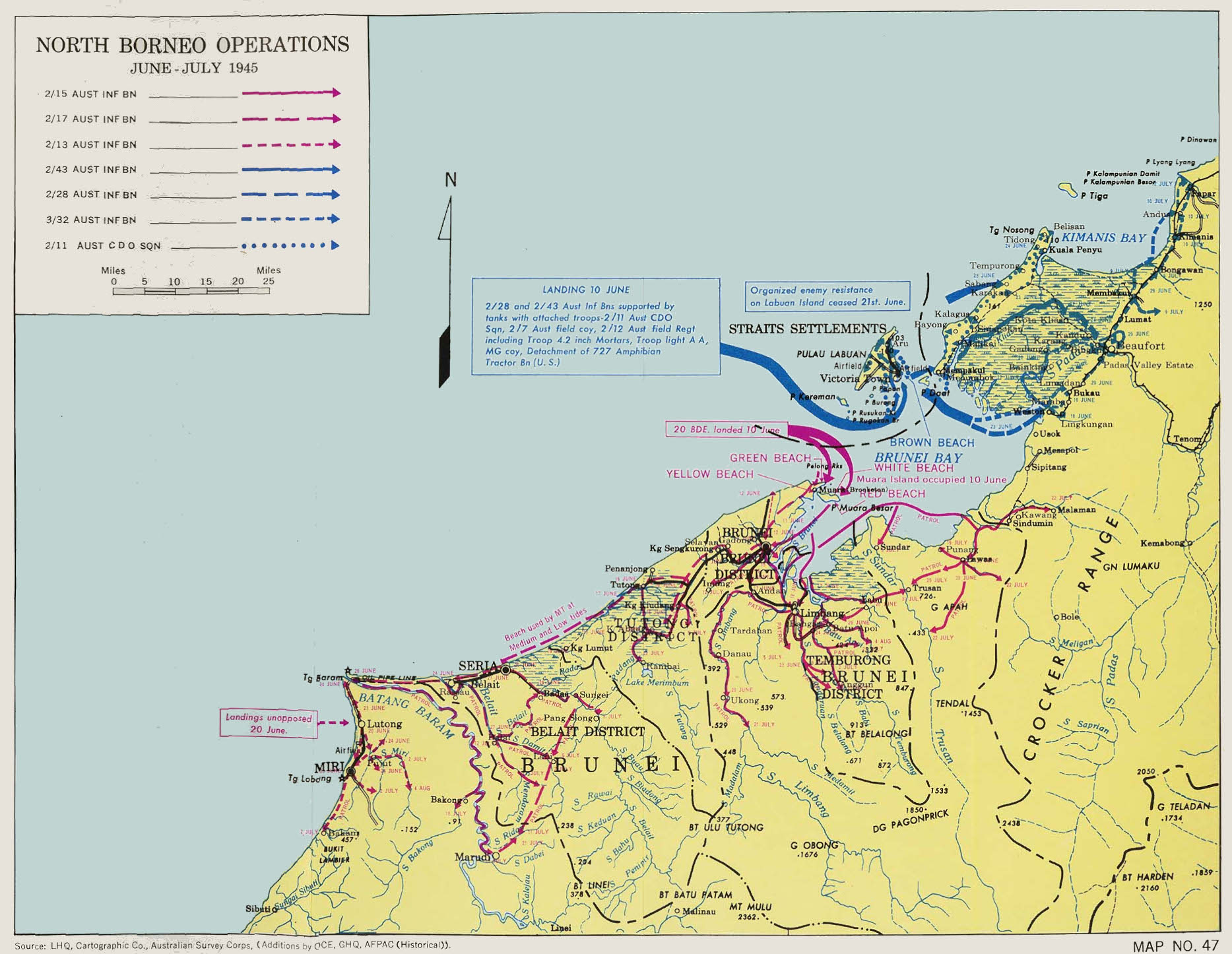
Carte montrant les mouvements des principales unités d'infanterie australiennes au Bornéo du Nord durant les mois de juin et juillet 1945.

Deux brigades de la 9e division australienne avec un grand nombre d'unités de soutien envahissent la baie de Brunei le 10 juin 1945. À ce moment, la 56e brigade mixte indépendante est la principale force de combat japonaise dans la région, mais elle est en cours de retrait vers l'intérieur des terres pour prendre des positions défensives autour des zones rizicoles de l'île.
Le 371e bataillon d'infanterie indépendant est détruit à Labuan par la 24e brigade australienne après 11 jours de violents combats. Le 367e bataillon d'infanterie indépendant se retire de Brunei pour rejoindre la rivière Trusan, et le 366e bataillon d'infanterie indépendant se sépare en petits groupes afin d'effectuer un combat d'arrière-garde contre la 20e brigade australienne. Alors que Beaufort est attaquée par la 24e brigade, le 368e bataillon indépendant d'infanterie n'est pas impliqué dans sa défense,.
Au cours des dernières semaines de la guerre, les restes du 366e bataillon d'infanterie indépendant sont poursuivis par des patrouilles de l'armée australienne, les attaques aériennes et des groupes de Dayaks, mis en place par le Services Reconnaissance Department australien. Ces attaques conduisent à la désintégration de l'unité. Le major général Akashi conduit les restes des forces stationnées à Brunei, ainsi qu'un certain nombre de civils japonais vers l'intérieur des terres et la ville de Tenom ; ce périple traverse des zones montagneuses et prend 40 jours. Les forces mises en jeu ont subi de lourdes pertes, avec par exemple 50 pour cent des soldats du 367e bataillon tués entre le 10 juin et la fin de la guerre. Les 369e et 370e bataillons d'infanterie indépendants ne participent pas au combat, et demeurent en grande partie intacts jusqu'à la fin de la guerre. Après la capitulation du Japon, les survivants de la 56e brigade mixte indépendante sont pris en charge et relocalisés par les forces australiennes.